# Pleurothallis pantherina
Pleurothallis pantherina là một loài thực vật có hoa trong họ Lan. Loài này được Seehawer miêu tả khoa học đầu tiên năm 1998.